# San Miguel de Salcedo
Salcedo, también conocida como San Miguel de Salcedo, es una ciudad ecuatoriana; cabecera cantonal del Cantón Salcedo, así como la tercera urbe más grande y poblada de la Provincia de Cotopaxi. Se localiza al centro de la Región interandina del Ecuador, en la hoya del río Patate, en la orilla izquierda del río Cutuchi, a una altitud de 2683 m s. n. m. y con un clima andino de 14 °C en promedio.
Es conocida por los tradicionales helados que se elaboran únicamente en esta urbe, también se le conoce como: "Puerta del Oriente" por su ubicación geográfica. En el censo de 2022 tenía una población de 16.751 habitantes, lo que la convierte en la septuagésima ciudad más poblada del país. Forma parte del área metropolitana de Latacunga, pues su actividad económica, social y comercial está fuertemente ligada a Latacunga, siendo "ciudad dormitorio" para miles de trabajadores que se trasladan a aquella urbe por vía terrestre diariamente. El conglomerado alberga a 298.440 habitantes.
Fue fundada el 29 de septiembre de 1573, por Antonio Clavijo; pero es a inicios del siglo XX, con la llegada del Ferrocarril Transandino, cuando presenta un acelerado crecimiento demográfico hasta establecer un poblado urbano; que sería posteriormente, uno de los principales núcleos urbanos de la provincia. Es uno de los más importantes centros administrativos, económicos, financieros y comerciales de Cotopaxi. Las actividades principales económicas de la ciudad son: la agricultura, la producción de flores, la ganadería y el transporte.

## Toponima
Desde su fundación, hasta 1919, el poblado era conocida con el nombre de San Miguel, pero después de la cantonización se popularizó el nombre de Salcedo. Su nombre es en honor al orador Manuel Antonio Salcedo y Legorburú, sacerdote.

## Historia
La localidad de Salcedo como otras áreas de la provincia de Cotopaxi, estaba poblada antes de la llegada de los conquistadores europeos por los panzaleos. Los Panzaleos poblaron Tungurahua y Cotopaxi, extendiéndose hasta Carchi, y constituyeron una de las etnias más representativas de la región de la Sierra durante el período de integración regional. Antes de la conquista de los españoles, las tierras que conforman esta provincia estuvieron habitadas por los altivos Hambatus, pueblo independiente que a su vez estaba dividido en cuatro tribus: Quisapinchas, Yzambas, Guachis y Píllaros; y aunque no existieron en su territorio ciudades muy populosas, éste se caracterizó por su riqueza agrícola y la benignidad de su clima. Estos pobladores se organizaban en tribus las cuales eran regidas por el más anciano de la tribu, y las principales eran las de los hambatos, huapantes, píllaros, quisapinchas e izambas, etc. El actual territorio también se hallaban parcialidades de los puruhas y panzaleos, posteriormente los grupos indígenas que se formaron aquí habrían sido anexionados a la civilización Inca a comienzos del siglo XIV. 
El 29 de septiembre de 1573 fue fundada como "San Miguel de Molleambato" por Antonio Clavijo. El 26 de marzo de 1851 se crea la provincia de Cotopaxi que luego tomó el nombre de provincia de León el 9 de octubre de 1851; y la población fue elevada a parroquia rural del cantón Latacunga como "San Miguel de León". El Decreto de creación del Cantón se expidió el 19 de septiembre de 1919 en la administración del Dr. Alfredo Baquerizo Moreno, con el nombre de Salcedo en honor a Manuel Antonio Salcedo y Legorburú.

## Política
Territorialmente, la ciudad de San Miguel está organizada en una sola parroquia urbana, mientras que existen 5 parroquias rurales con las que complementa el aérea total del Cantón Salcedo. El término "parroquia" es usado en el Ecuador para referirse a territorios dentro de la división administrativa municipal.
La ciudad de San Miguel y el cantón Salcedo, al igual que las demás localidades ecuatorianas, se rige por una municipalidad según lo previsto en la Constitución de la República. El Gobierno Autónomo Descentralizado Municipal de Salcedo, es una entidad de gobierno seccional que administra el cantón de forma autónoma al gobierno central. La municipalidad está organizada por la separación de poderes de carácter ejecutivo representado por el alcalde, y otro de carácter legislativo conformado por los miembros del concejo cantonal.
La Municipalidad de Salcedo, se rige principalmente sobre la base de lo estipulado en los artículos 253 y 264 de la Constitución Política de la República y en la Ley de Régimen Municipal en sus artículos 1 y 16, que establece la autonomía funcional, económica y administrativa de la Entidad.

### Alcaldía
El poder ejecutivo de la ciudad es desempeñado por un ciudadano con título de Alcalde del Cantón Salcedo, el cual es elegido por sufragio directo en una sola vuelta electoral sin fórmulas o binomios en las elecciones municipales. El vicealcalde no es elegido de la misma manera, ya que una vez instalado el Concejo Cantonal se elegirá entre los ediles un encargado para aquel cargo. El alcalde y el vicealcalde duran cuatro años en sus funciones, y en el caso del alcalde, tiene la opción de reelección inmediata o sucesiva. El alcalde es el máximo representante de la municipalidad y tiene voto dirimente en el concejo cantonal, mientras que el vicealcalde realiza las funciones del alcalde de modo suplente mientras no pueda ejercer sus funciones el alcalde titular.
El alcalde cuenta con su propio gabinete de administración municipal mediante múltiples direcciones de nivel de asesoría, de apoyo y operativo. Los encargados de aquellas direcciones municipales son designados por el propio alcalde. Actualmente el Alcalde de Salcedo es Juan Pacheco, elegido para el periodo 2023 - 2027.

### Concejo cantonal
El poder legislativo de la ciudad es ejercido por el Concejo Cantonal de Salcedo el cual es un pequeño parlamento unicameral que se constituye al igual que en los demás cantones mediante la disposición del artículo 253 de la Constitución Política Nacional. De acuerdo a lo establecido en la ley, la cantidad de miembros del concejo representa proporcionalmente a la población del cantón.
Salcedo posee 7 concejales, los cuales son elegidos mediante sufragio (Sistema D'Hondt) y duran en sus funciones cuatro años pudiendo ser reelegidos indefinidamente. De los siete ediles, 4 representan a la población urbana mientras que 3 representan a las 5 parroquias rurales. El alcalde y el vicealcalde presiden el concejo en sus sesiones. Al recién instalarse el concejo cantonal por primera vez los miembros eligen de entre ellos un designado para el cargo de vicealcalde de la ciudad.

## Turismo
El turismo empieza a convertirse en una de las actividades más importantes de San Miguel, por ende, desde los últimos años, se encuentra en constante cambio e innovación. La ciudad se encuentra con una creciente reputación como destino turístico por su privilegiada ubicación en la región interandina. A través de los años, San Miguel ha incrementado notablemente su oferta turística; actualmente, el índice turístico creció gracias a la campaña turística emprendida por el gobierno nacional, "All you need is Ecuador". El turismo de la ciudad se enfoca en su belleza natural, interculturalidad y gastronomía. 
En cuanto al turismo ecológico, la urbe cuenta con espaciosas áreas verdes a su alrededor, y la mayoría de los bosques y atractivos turísticos cercanos están bajo su jurisdicción.A través de los años ha continuado con su tradición comercial, y actualmente en un proceso fundamentalmente económico, apuesta al turismo, reflejándose en los cambios en el ornato de la ciudad.

## Transporte
El transporte público es el principal medio transporte de los habitantes de la ciudad, tiene un servicio de bus público interparroquial e intercantonal para el transporte a localidades cercanas. Gran parte de las calles de la ciudad están asfaltadas o adoquinadas, aunque algunas están desgastadas y el resto de calles son lastradas, principalmente en los barrios nuevos que se expanden en la periferia de la urbe.

### Avenidas importantes
- Panamericana
- García Moreno
- Jaime Mata Yerovi
- Olmedo
- Circunvalación
- Abdón Calderón

## Educación
La ciudad cuenta con buena infraestructura para la educación, tanto pública como privada. La educación pública en la ciudad, al igual que en el resto del país, es gratuita hasta la universidad (tercer nivel) de acuerdo a lo estipulado en el artículo 348 y ratificado en los artículos 356 y 357 de la Constitución Nacional. Varios de los centros educativos de la ciudad cuentan con un gran prestigio. La ciudad está dentro del régimen Sierra por lo que sus clases inician los primeros días de septiembre y luego de 200 días de clases se terminan en el mes de julio.

## Economía
San Miguel es una ciudad de amplia actividad comercial. La ciudad es uno de los principales centro económicos y comerciales de la provincia de Cotopaxi. Alberga grandes organismos financieros y comerciales del país. Su economía se basa en la agricultura, la producción de flores, el comercio y la ganadería. Los principales ingresos de los salcedenses son el comercio formal e informal, los negocios, la agricultura y la acuicultura; el comercio de la gran mayoría de la población consta de pymes y microempresas, sumándose de forma importante la economía informal que da ocupación a miles de personas.
La actividad comercial y los beneficios que brindan se ven también a nivel corporativo, las oportunidades del sector privado al desarrollar modelos de negocios que generen valor económico, ambiental y social, están reflejadas en el desarrollo de nuevas estructuras, la inversión privada ha formado parte en el proceso del crecimiento de la ciudad, los proyectos inmobiliarios, urbanizaciones privadas, y oficinas, han ido en aumento, convirtiendo a la ciudad en un punto estratégico y atractivo para hacer negocios en la provincia.

## Medios de comunicación
La ciudad posee una red de comunicación en continuo desarrollo y modernización. En la ciudad se dispone de varios medios de comunicación como prensa escrita, radio, televisión, telefonía, Internet y mensajería postal.
- Telefonía: Si bien la telefonía fija se mantiene aún con un crecimiento periódico, esta ha sido desplazada muy notablemente por la telefonía celular, tanto por la enorme cobertura que ofrece y la fácil accesibilidad. Existen 3 operadoras de telefonía fija, CNT (pública), TVCABLE y Claro (privadas) y cuatro operadoras de telefonía celular, Movistar, Claro y Tuenti (privadas) y CNT (pública).

- Radio: En la localidad existe una gran cantidad de sistemas radiales de transmisión nacional y local, e incluso de provincias y cantones vecinos.

- Medios televisivos: La mayoría de canales son nacionales, aunque se ha incluido canales locales recientemente.

## Deporte
La Liga Deportiva Cantonal de Salcedo es el organismo rector del deporte en todo el Cantón Salcedo y por ende en la urbe se ejerce su autoridad de control. El deporte más popular en la ciudad, al igual que en todo el país, es el fútbol, siendo el deporte con mayor convocatoria. El Club Atlético Salcedo, es el único equipo salcedense activo en la Asociación de Fútbol Profesional de Cotopaxi, que participa en el Campeonato Provincial de Fútbol de Segunda Categoría de Cotopaxi. Al ser una localidad pequeña en la época de las fundaciones de los grandes equipos del país, San Miguel carece de un equipo simbólico de la ciudad. 
El principal recinto deportivo para la práctica del fútbol es el estadio Carlos Alberto Tamayo. Fue inaugurado en el año 2000, es usado mayoritariamente para la práctica del fútbol, y allí juega como local el Club Atlético Salcedo; tiene capacidad para 8000 espectadores. El estadio es sede de distintos eventos deportivos a nivel local, así como es escenario para varios eventos de tipo cultural, especialmente conciertos musicales.